# Marienborg
Marienborg est depuis 1962 la résidence officielle du Premier ministre du Danemark. Il est fréquemment utilisé pour des conférences gouvernementales, des sommets ou d'autres fins officielles, y compris le discours du Premier ministre pour le Nouvel An,. Contrairement aux résidences d'autres chefs de gouvernement et d'État (par exemple la Maison-Blanche, le 10 Downing Street, le palais de la Moncloa ou l'hôtel Matignon), Marienborg n'est pas le siège du gouvernement danois et le lieu de travail du Premier ministre. Ce dernier exerce ses fonctions au château de Christiansborg.
Le manoir est situé sur la rive du lac Bagsværd à Kongens Lyngby, à 15 kilomètres au nord de Copenhague, en Zélande-du-nord.

## Histoire

### Histoire privée
Au XVIIIe siècle, la région au nord de Copenhague est devenu populaire pour ses vues panoramiques et des possibilités récréatives avec notamment les prairies, les bois et les lacs environnants. De nombreuses résidences d'été étaient alors en cours de construction.
Le bâtiment principal a été construit aux environs de 1745. En 1795 la propriété a été nommé d'après l'épouse du propriétaire de l'époque, Marie Lindencrone. 
Beaucoup de propriétaires différents ont laissé leurs marques sur Marienborg et son architecture. Les intérieurs ont également été modifiées de façon répétée. Aujourd'hui, Marienborg se distingue comme un domaine classiciste restaurée avec quelques accents modernes. 
À la mort du dernier propriétaire privé, avocat et mécène Christian Ludvig David en 1960, Marienborg a été légué à l'État danois en tant que résidence d'été pour le Premier ministre en fonction.

#### Liste des propriétaires privés
- 1745-1750 : Capitaine Olfert Fischer[3]
- 1750-1753 : Peter de Windt
- 1753-1755 : Maria Cathrine Michaelsdatter Fabritius
- 1755-1764 : Jacob Frederik Schaffalitzky de Muckadell
- 1764-1793 : Gysbert Behagen
- 1793-1795 : Hans Werner Rudolf Rosenkrantz Giedde
- 1795-1800 : Johan Frederik Lindencrone
- 1800-1801 : Johann Traugott Lebrecht Otto
- 1801-1803 : Julius Ludvig Frederik Rantzau/Johan de Windt
- 1803-1807 : Jean de Coninck
- 1807-1809 : succession de Jean de Coninck
- 1809-1824 : Peter Boll Wivet
- 1824-1849 : Cathrine Ernst
- 1849 : Cecilie Wivet
- 1849-1855 : Edvard Knudsen
- 1855-1863 : Vilhelm Junius Lorentz Petersen
- 1863-1864 : succession de Vilhelm Junius Lorentz Petersen
- 1864-1885 : Rosalie Hennings
- 1885-1899 : Famille Moltke
- 1899-1915 : Oscar Wandel
- 1915-1934 : Vilhelm Skovgaard-Petersen
- 1934-1960 : Christian Ludvig David
- 1960-1962 : succession de Christian Ludvig David

### Histoire publique
L'État a officiellement pris Marienborg en janvier 1962. Les premiers ministres suivants ont utilisé Marienborg à certaines fins officielles au cours de leur(s) mandat(s) :
- Viggo Kampmann (né Viggo Olfert Fischer Kampmann) : 1960-1962 (un descendant du propriétaire original)
- Jens Otto Krag : 1962-1968, 1971-1972
- Hilmar Baunsgaard : 1968-1971
- Anker Jørgensen : 1972-1973, 1975-1982
- Poul Hartling : 1973-1975
- Poul Schlüter : 1982-1993
- Poul Nyrup Rasmussen : 1993-2001
- Anders Fogh Rasmussen : 2001-2009
- Lars Løkke Rasmussen : 2009-2011, 2015-2019
- Helle Thorning-Schmidt : 2011-2015
- Mette Frederiksen : 2019-